# Odd Future
Gli Odd Future Wolf Gang Kill Them All, meglio conosciuti come Odd Future e spesso abbreviati in OF o OFWGKTA (stilizzato come OFWGK†Δ), sono un collettivo musicale hip hop statunitense originario di Los Angeles attivo dal 2007 al 2015. I membri originali erano Tyler, the Creator, Casey Veggies, Hodgy, Left Brain, Matt Martians, Jasper Dolphin, Earl Sweatshirt, Travis Bennett e Syd. I membri successivi includevano Brandun DeShay, Pyramid Vritra, Domo Genesis, Mike G, L-Boy, Frank Ocean e Na-Kel Smith.
Gli Odd Future hanno autoprodotto il loro mixtape di debutto, The Odd Future Tape, nel 2008, oltre a vari progetti solisti e collaborativi negli anni successivi. Nel 2010, hanno poi pubblicato il loro secondo mixtape, Radical, ottenendo un notevole aumento di popolarità nei primi anni del 2010. Nel 2011, hanno pubblicato una raccolta di canzoni, 12 Odd Future Songs. Il loro album di debutto in studio, The OF Tape Vol. 2, è stato pubblicato nel 2012. Oltre alla musica, Odd Future ha avuto uno spettacolo comico di Adult Swim, Loiter Squad, andato in onda dal 2012 al 2014.
Dal 2016, lo status ufficiale del gruppo è stato fortemente contestato. Sebbene non ci sia un annuncio conclusivo che indichi una rottura ufficiale, il gruppo è rimasto completamente inattivo, con molti dei suoi membri che suggeriscono che non ci sono piani per il futuro del collettivo. Per questo motivo, il gruppo è generalmente considerato sciolto. Nonostante la loro inattività, ci sono stati spettacoli di reunion sia nel 2018 che nel 2023.

## Storia

### Formazione del gruppo, prime uscite e popolarità (2007-2010)
Il gruppo viene formato nel 2007 con la formazione originale, Tyler, the Creator, Casey Veggies, Hodgy, Left Brain, il gruppo The Super 3 (che comprendeva il produttore e cantante Matt Martians e i due personaggi fantastici Betty Vasolean e Yoshi Jankins Jr.) e Jasper Dolphin. Il gruppo era formato da rapper, produttori, direttori di video musicali, skater e designer per l'abbigliamento. Il gruppo era noto al pubblico per la ribellione, brutalmente onesti e pieni di volgarità. Sempre nel 2007 Syd e l'attore Travis Bennett si unirono al gruppo.
All'inizio del 2008 venne pubblicato il mixtape di Casey Veggies, Customized Greatly Vol.1, a cui partecipa Tyler in alcune tracce. Il 15 novembre 2008 è stato pubblicato il mixtape del gruppo The Odd Future Tape. Nel 2008, il rapper di Chicago Brandun DeShay e il produttore di Atlanta Pyramid Vritra si unirono al collettivo; quest'ultimo si unì ai The Super 3 di Matt Martians e pubblicarono The Super D3Shay insieme al primo e successivamente cambiare  il loro nome in The Jet Age of Tomorrow.
Nel luglio 2009 viene pubblicato il primo mixtape di Hodgy, The Dena Tape, seguito da Bastard di Tyler, pubblicato il 25 dicembre 2009. Earl Sweatshirt, Domo Genesis, Mike G, Frank Ocean e Na-Kel Smith si unirono al gruppo tra il 2009 e il 2010. Il mixtape di debutto di Earl Sweatshirt, Earl, fu pubblicato su Tumblr nel marzo 2010. I MellowHype, un duo composto da Hodgy e Left Brain, pubblicarono il loro mixtape di debutto, YelloWhite, il 24 febbraio 2010, e il loro album di debutto, BlackenedWhite, uscì anch'esso nel 2010. Domo Genesis pubblicò il suo mixtape di debutto, Rolling Papers, il 30 agosto 2010, e Mike G pubblicò un mixtape, Ali, nel 2010. Il collettivo pubblicò anche il loro secondo mixtape, Radical, verso la metà del 2010.
Nel novembre 2010, gli Odd Future hanno completato un tour di due tappe, la prima a Londra il 5 novembre 2010. La seconda a New York City l'8 novembre 2010. I loro concerti sono stati paragonati a spettacoli punk rock, con stagediving, moshing e membri del gruppo che inimicavano la folla.

### Uscite soliste,The OF Tape Vol. 2eLoiter Squad(2011-2014)
MellowHype ripubblicò successivamente BlackenedWhite tramite Fat Possum Records. Frank Ocean autopubblicò il suo mixtape di debutto, Nostalgia, Ultra, il 16 febbraio 2011. Tyler, the Creator firmò un contratto per un album con XL Recordings e pubblicò il suo album di debutto, Goblin, il 10 maggio 2011. Ottennero un seguito di culto e ricevettero l'attenzione della stampa da blog e riviste. Nell'aprile 2011, il gruppo firmò un accordo con RED Distribution e Sony Music Entertainment per avviare la propria etichetta, Odd Future Records. Il 2 agosto 2011, gli Odd Future annunciarono il Golf Wang Tour 2011 sul proprio sito web. Il tour comprendeva 27 tappe, a partire dal 28 settembre 2011 a San Diego, California, presso la House of Blues.
L'8 settembre 2011, è stato annunciato che gli Odd Future avrebbero realizzato uno show televisivo chiamato Loiter Squad. Lo spettacolo è stato annunciato come uno sketch comedy show con vari sketch e scherzi ed è andato in onda per la prima volta su Adult Swim nel marzo 2012. Il programma è stato prodotto da Dickhouse Productions, che è anche la società di produzione della serie TV Jackass.
Il 3 ottobre 2011, Tyler, the Creator ha twittato un link a iTunes con una raccolta di canzoni di artisti del gruppo come Domo Genesis, Hodgy, Mike G, il gruppo The Jet Age of Tomorrow, il gruppo MellowHype, il gruppo The Internet (composto all'epoca da Syd e Matt Martians) e lo stesso Tyler. L'album si chiama semplicemente 12 Odd Future Songs, nonostante contenga 13 tracce, tra cui tre nuove uscite dai The Internet, Mike G e MellowHype. Il 20 marzo 2012, il collettivo ha pubblicato il suo album di debutto in studio, The OF Tape Vol. 2, come un sequel relativo del mixtape originale, The Odd Future Tape. Lo stesso giorno, Earl Sweatshirt, che era assente dagli Odd Future da giugno 2010 fino a febbraio 2012 a causa della frequenza di un collegio a Samoa, si è esibito per la prima volta con il gruppo all'Hammerstein Ballroom di New York.
Frank Ocean pubblicò il suo album di debutto in studio, Channel Orange, il 10 luglio 2012. Altre uscite da solista per la seconda metà del 2012 includevano No Idols di Domo Genesis insieme a The Alchemist, pubblicato il 1° agosto 2012, e Numbers di MellowHype, pubblicato il 9 ottobre 2012. Il 5 dicembre 2012, fu annunciato che Frank Ocean era stato nominato per sei premi ai Grammy Awards 2013, tra cui Best New Artist, Record of the Year per "Thinkin Bout You" e Album of the Year per Channel Orange.
Il 2 aprile 2013, Tyler, the Creator pubblicò il suo secondo album in studio, Wolf, che ricevette recensioni positive dalla critica e debuttò al numero 3 della Billboard 200, vendendo 89.895 copie negli Stati Uniti. Earl Sweatshirt pubblicò il suo album di debutto in studio, Doris, il 20 agosto 2013. Tyler ed Earl fecero anche un EarlWolf Summer Tour nel 2013.
A Giugno 2014, Frank Ocean lasciò la gestione degli Odd Future, 4 Strikes Management. A maggio 2014, debuttò la terza stagione di Loiter Squad. L'11 e il 12 agosto 2014, gli Odd Future aprirono per Eminem allo stadio di Wembley, Londra.
Il 12 settembre 2014, la stazione radio degli Odd Future ha debuttato su Dash Radio, che era stata pubblicata il mese prima da DJ Skee. La stazione radio presentava una playlist dal vivo, link speciali come "Taco Tuesday" e la copertura di eventi dal vivo, come il Camp Flog Gnaw Carnival, ospitato anche dagli Odd Future.

### Declino dell'attività e successiva pausa (2015-presente)
Il 18 gennaio 2015, Hodgy ha dichiarato che MellowHype non pubblicherà altri progetti, ma lui e Left Brain continueranno a fare musica insieme. Nel maggio 2015, Tyler, the Creator lasciò intendere su Twitter che gli Odd Future si sarebbero presumibilmente sciolti, dicendo "anche se non c'è più, quelle 7 lettere sono per sempre", apparentemente riferendosi all'acronimo del collettivo "OFWGKTA", con Earl Sweatshirt che sosteneva anche le affermazioni di Tyler.
"OFWGKTA" è stato elencato per il 4° Camp Flog Gnaw Carnival annuale di Tyler, the Creator. Alcune voci hanno iniziato a circolare nel 2016 sul fatto che il gruppo avrebbe lavorato di nuovo insieme musicalmente dopo che è stata scattata una foto di Tyler, Earl, Syd, Jasper, Travis Bennett e Matt Martians insieme all'Afropunk Festival. Il 9 dicembre 2016, Hodgy pubblicò il suo album di debutto in studio, Fireplace: TheNotTheOtherSide, l'ultima uscita sotto Odd Future Records.
Il 6 febbraio 2017, fu confermato che i MellowHype si sarebbero riuniti nel mixtape solista di Left Brain, MindGone Vol. 1. L'album del 2017 di Tyler, the Creator, Flower Boy, presentava le voci dei membri degli Odd Future, tra cui Frank Ocean, Jasper Dolphin e L-Boy, ma fu pubblicato sotto Columbia Records.
Con l'uscita del singolo del 2018 di Tyler Okra, sembra accennare ulteriormente a una rottura degli Odd Future. Tuttavia, più tardi quell'anno, l'8 agosto, Travis Bennett pubblicò una serie di video sulla sua storia di Instagram, che mostravano un concerto a sorpresa degli Odd Future che si teneva al The Low End Theory Club di Los Angeles. I membri degli Odd Future che hanno assistito allo spettacolo includevano Tyler, Travis Bennett, Jasper, Mike G, Earl e i ritornati Syd e Hodgy.
Il 23 ottobre 2019, Mike G confermò che gli Odd Future erano "ancora insieme" ma che non sarebbero più andati in tour.
Il 17 febbraio 2020, Tyler confermò che gli Odd Future probabilmente non avrebbero pubblicato un altro album, affermando che non pensava che "gli stili si sarebbero mescolati molto per una buona cosa coesa".

## Discografia

### Album in studio
- 2012 – The OF Tape Vol. 2

### Raccolte
- 2011 – 12 Odd Future Songs

### Mixtape
- 2008 – The Odd Future Tape
- 2010 – Radical

### Singoli
- 2012 – Rella
- 2012 – NY (Ned Flander)

## Formazione

### Formazione attuale
- Tyler, the Creator – rapper, produttore, voce/songwriter, attore, direttore di video musicali (2007–presente)
- Hodgy – rapper, attore (2007–presente)
- Left Brain – produttore, rapper, attore (2007–presente)
- Jasper Dolphin – attore, hype man, rapper (2007–presente)
- Pyramid Vritra – produttore, rapper (2007-presente)
- Travis Bennett – attore, rapper, DJ (2007–presente)
- Syd – DJ, voce, mixer (2007-2016; 2018-presente)
- Mike G – mixer, rapper, DJ (2008–presente)
- Earl Sweatshirt – rapper, produttore, attore  (2009-2010; 2012-presente)
- Frank Ocean – voce/songwriter, produttore, rapper (2010–presente)
- L-Boy – hype man, attore (2011–presente)

### Ex componenti
- Casey Veggies – rapper (2007-2009)
- Matt Martians – produttore, voce/songwriter (2007-2015)
- Na-Kel Smith – skater, hype man, rapper (2010-2015)
- Sagan Lockhart – skater, fotografo, hype man (2010-2015)
- Julian Berman – fotografo (2011-2015)
- Luis Perez – direttore della fotografia (2012-2015)
- Eddy Tekeli – fashion designer, fotografo (2010-2015)
- BrandUn DeShay – voce (2008-2010)
- Lucas Vercetti – fashion manager, DJ, rapper (2011-2015)